# Jełań-Kolenowskij
Jełań-Kolenowskij (ros. Елань-Коленовский) – osiedle typu miejskiego w Rosji, w obwodzie woroneskim, w rejonie nowochopiorskim. W 2010 liczyło 
3916 mieszkańców.